# Marjory Kennedy-Fraser
Marjory Kennedy-Fraser (geboren: Marjory Kennedy; soms ook: Marjorie) (Perth, 1 oktober 1857 – Edinburgh, 22 november 1930) was een Schotse componiste, muziekpedagoge, zangeres, arrangeur, pianiste en verzamelaarster van liederen. Zij was het vijfde van meerdere kinderen van de Schotse zanger David Kennedy (1825-1886), die een muzikale carrière begonnen. Haar broer James Kennedy (1856-1881) was een bariton, haar zuster Kate Kennedy (1861-1881) was een contra-alt en Lizzie Kennedy (1863-1881) was een sopraan. Ze waren alle drie slachtoffers van de brand die op 23 maart 1881 het Théâtre Municipal in Nice verwoestte. Haar zuster Margaret Kennedy (1865-?) werd muziekpedagoge aan de Royal Academy of Music in Londen.

## Levensloop
Kennedy-Fraser kreeg haar eerste muzieklessen van haar vader en werd later als concertzangeres opgeleid in Parijs bij onder andere Mathilde Marchesi. Vanaf 13-jarige leeftijd begeleidde zij haar zingende vader aan de piano tijdens concertreizen door Schotland en vanaf 1872 ook door vele andere Engelstalige landen (Australië, Tasmanië, Nieuw-Zeeland, Verenigde Staten, Canada, Zuid-Afrika). Geïnspireerd door een eigentijdse collectie van Bretonse volksliederen, verzameld door Bourgault Ducoudray, destijds docent voor muziekgeschiedenis aan het Conservatoire national supérieur de musique in Parijs, begon zij in 1882 de Gaelische muziek en de Gaelische taal bij Mary Mackellar te bestuderen. In de Schotse Hooglanden ontdekte zij een groot aantal liederen, die zij tussen 1909 en 1921 in 3 delen als "Songs of the Hebrides" publiceerde, waarop later nog een 4e deel ("From the Hebrides") volgde.
In 1887 huwde zij met Alec Yule Fraser. In 1889 werd hij hoofd van de Allan Glen's Technical School in Glasgow en de familie verhuisde naar deze stad. Alec Yule Fraser werd ziek als een gevolg van een longontsteking. Het gezin reisde naar Zuid-Afrika waar ging het Alec wat beter ging, maar toen zij naar Glasgow terugkwamen ging zijn gezondheid verder achteruit en hij overleed in november 1890. Na de dood van haar man verhuisde Marjory met haar twee kleine kinderen (David en Patuffa) en haar eigen moeder naar Edinburgh waar ze werkzaam was als muzieklerares en docente.
Als componiste schreef zij vooral vocale muziek met pianobegeleiding. Als tekst gebruikte zij meestal Engels, dat door Kenneth MacLeod in het Gaelische vertaald werd. In 1928 werd zij tot eredoctor in de muziek benoemd door de Universiteit van Glasgow. Zij is auteur van verschillende boeken en artikelen en de librettiste van de opera The Seal-Woman - A Celtic Folk Opera, gecomponeerd door Sir Granville Bantock.

## Composities

### Werken voor harmonieorkest
- - Hebrides Suite, voor harmonieorkest - bewerkt door Clare Grundman (1962)
- - Songs of the Gael, voor harmonieorkest
- - The Road of the Isles, voor harmonieorkest

### Vocale muziek

#### Werken voor koor
- 1921: - Smugglers' Song - Hebridean, voor mannenkoor a capella - bewerkt door Sir Granville Bantock
- - Sleeps the noon in the deep blue sky, voor gemengd koor en piano - bewerkt door Gwyn Arch (1967)

#### Liederen
- 1908: - A Churning lit in As majeur, voor zangstem en piano - tekst: vanuit de "Carmina Gadelica"
- 1908: - An Eriskay love lilt (Gradh geal mo chridh), voor zangstem en piano - tekst: Kenneth MacLeod
- 1909: - Songs of the Hebrides and Other Celtic Songs from the Highlands of Scotland, vol. 1 voor zangstem en piano[6] - tekst: Kenneth MacLeod
- 1909: - Kishmul's galley (A' bhirlinn bharrach), voor zangstem en piano
- 1916-1921: - Twelve selected songs of the Hebrides, voor zangstem en piano - tekst: Kenneth MacLeod
- 1917: - Songs of the Hebrides, vol. 2 voor zangstem en piano[6] - tekst: Kenneth MacLeod
- 1917: - The Road to the Isles - A Tramping Song, voor zangstem en piano - tekst: Kenneth MacLeod
- 1921: - Songs of the Hebrides, vol. 3 voor zangstem en piano[6] - tekst: Kenneth MacLeod
- 1921: - To people who have gardens, voor zangstem en piano - tekst: Agnes Mure MacKenzie
- 1923: - Two Lowland Love-Lilts, voor zangstem en piano
- 1924: - Liltings and croonings, voor zangstem en piano
- 1924: - The whistle that the wee herd made, voor zangstem en piano - tekst: Charles Murray
- 1925: - From the Hebrides: further gleanings of tale and song, voor zangstem en piano[6] - tekst: Kenneth MacLeod
- 1925: - Deirdre's farewell to Scotland (Deirdre a' fagail na h-Albann), voor zangstem en piano
- - The four Maries, ballade voor zangstem en piano

### Werken voor orgel
- 1922: - Organ pieces from the Hebrides - bewerkt door W. Greenhouse Allt

### Werken voor piano
- 1899: - Scots folk-tune suite
- 1899: - Reels and strathspeys, voor twee piano's (of piano vierhandig)
- 1917: - Sea pieces from the Hebrides, boek 1
- 1917: - Sea pieces from the Hebrides, boek 2
- 1917-1922: - Piano Lyrics from the Hebrides
- 1924: - Scots suites - Book I: Harvest lilts
- 1924: - Scots suites - Book II: Scots dances, voor twee piano's (of piano vierhandig)
- 1926: - Lowland scots reel (Jenny Nettles)
- 1926: - Clydeside reel

## Publicaties
- David Kennedy, the Scottish singer - Reminiscences of his life and work, Paisley and London: A. Gardner, 1887. 379 p.
- Proposed music school for Scotland, in: "The Blue Blanket", Jan. 1912. pp. 28–35
- Women's song and labour in the Hebrides, in: "The Blue Blanket", Oct. 1912. pp. 303–308
- Scots Folk Song: Its Interpretation (Phrasing, dynamics, etc.), Glasgow: Paterson Sons Co. Ltd., 1920. 20 p.
- Hebridean song and the laws of interpretation, Glasgow: Paterson Sons & Co., 1922. 21 p.
- A Life of Song, London, Oxford University Press, H. Milford, 1929. 198 p.,
- Lowland Scots pronunciation, Glasgow: Paterson Sons & Co., 14 p.